# Cyclopsitta
A fügepapagáj (Cyclopsitta) a madarak osztályának papagájalakúak (Psittaciformes) rendjébe, és a szakáálaspapagáj-félék (Psittaculidae) családjába, azon belül a lóriformák (Loriinae) alcsaládjába  tartozó nem.

## Rendszerezés
A nembe az alábbi 6 faj tartozik:
- Krémszínű fügepapagáj (Cyclopsitta amabilis)
- Coxen-fügepapagáj (Cyclopsitta coxeni)
- Piroshomlokú fügepapagáj (Cyclopsitta diophthalma)
- Narancsbegyű fügepapagáj (Cyclopsitta gulielmitertii)
- Kormosarcú fügepapagáj (Cyclopsitta melanogenia)
- Feketehomlokú fügepapagáj (Cyclopsitta nigrifrons)